# Marvin Plattenhardt
Marvin Plattenhardt est un footballeur international allemand, né le 26 janvier 1992 à Filderstadt qui évolue au poste d'arrière gauche au Hertha Berlin.

## Biographie

### En sélection
Appelé pour la première fois en équipe d'Allemagne des moins de 17 ans par Marco Pezzaiuoli le 21 novembre 2008, Plattenhardt dispute le Championnat d'Europe des moins de 17 ans en 2009. C'est avec cette génération de joueurs, qui comprend également Mario Götze, Marc-André ter Stegen ou encore Shkodran Mustafi que Plattenhardt remporte la compétition.
Après avoir disputé son premier match pour les moins de 19 ans le 3 septembre 2010 sous les ordres de Ralf Minge (en), Plattenhardt devient capitaine d'équipe le 8 février face à l'Angleterre. 
Après avoir joué avec l'équipe d'Allemagne espoirs, Plattenhardt est sélectionné pour la toute première fois en équipe A par Joachim Löw le 6 juin 2017 pour un match amical face au Danemark. Le sélectionneur allemand fait également appel à lui pour la Coupe des confédérations 2017, qu'il remporte bien qu'il ne joue qu'un seul match face au Cameroun.
Plattenhardt aide par la suite l'Allemagne à se qualifier pour la Coupe du monde 2018. Löw l'inscrit sur la liste des 23 joueurs partant en Russie en tant que doublure de Jonas Hector. Plattenhardt n'y jouera qu'un seul match (lors de la défaite 0-1 face au Mexique), où il sera remplacé à la 79e minute par Mario Gómez.

## Palmarès

### En club
Vierge

### En sélection
- Allemagne -17 ans
  - Vainqueur du Championnat d'Europe des moins de 17 ans en 2009.
- Allemagne
  - Vainqueur de la Coupe des confédérations en 2017.

## Statistiques
| Saison                | Club                  | Championnat           | Championnat | Championnat | Coupe(s) nationale(s) | Coupe(s) nationale(s) | Compétition(s) continentale(s) | Compétition(s) continentale(s) | Compétition(s) continentale(s) | Barrages Bundesliga | Barrages Bundesliga | Allemagne | Allemagne | Total | Total |
| Saison                | Club                  | Division              | M.          | B.          | M.                    | B.                    | Comp.                          | M.                             | B.                             | M.                  | B.                  | M.        | B.        | M.    | B.    |
| 2010-2011             | FC Nuremberg          | Bundesliga            | 9           | 0           | -                     | -                     | -                              | -                              | -                              | -                   | -                   | -         | -         | 9     | 0     |
| 2011-2012             | FC Nuremberg          | Bundesliga            | 9           | 0           | 2                     | 0                     | -                              | -                              | -                              | -                   | -                   | -         | -         | 11    | 0     |
| 2012-2013             | FC Nuremberg          | Bundesliga            | 14          | 1           | -                     | -                     | -                              | -                              | -                              | -                   | -                   | -         | -         | 14    | 1     |
| 2013-2014             | FC Nuremberg          | Bundesliga            | 31          | 1           | 1                     | 0                     | -                              | -                              | -                              | -                   | -                   | -         | -         | 32    | 1     |
| Sous-total            | Sous-total            | Sous-total            | 63          | 2           | 3                     | 0                     | -                              | 0                              | 0                              | 0                   | 0                   | 0         | 0         | 66    | 2     |
| 2014-2015             | Hertha Berlin         | Bundesliga            | 15          | 0           | -                     | -                     | -                              | -                              | -                              | -                   | -                   | -         | -         | 15    | 0     |
| 2015-2016             | Hertha Berlin         | Bundesliga            | 33          | 2           | 4                     | 0                     | -                              | -                              | -                              | -                   | -                   | -         | -         | 37    | 2     |
| 2016-2017             | Hertha Berlin         | Bundesliga            | 27          | 3           | 2                     | 0                     | C3                             | 2                              | 0                              | -                   | -                   | 3         | 0         | 34    | 3     |
| 2017-2018             | Hertha Berlin         | Bundesliga            | 33          | 0           | 2                     | 0                     | C3                             | 3                              | 0                              | -                   | -                   | 4         | 0         | 42    | 0     |
| 2018-2019             | Hertha Berlin         | Bundesliga            | 22          | 1           | 3                     | 1                     | -                              | -                              | -                              | -                   | -                   | -         | -         | 25    | 2     |
| 2019-2020             | Hertha Berlin         | Bundesliga            | 17          | 0           | 2                     | 0                     | -                              | -                              | -                              | -                   | -                   | -         | -         | 19    | 0     |
| 2020-2021             | Hertha Berlin         | Bundesliga            | 16          | 0           | 1                     | 0                     | -                              | -                              | -                              | -                   | -                   | -         | -         | 17    | 0     |
| 2021-2022             | Hertha Berlin         | Bundesliga            | 21          | 0           | 2                     | 0                     | -                              | -                              | -                              | 2                   | 1                   | -         | -         | 25    | 1     |
| 2022-2023             | Hertha Berlin         | Bundesliga            | 31          | 0           | 1                     | 0                     | -                              | -                              | -                              | -                   | -                   | -         | -         | 32    | 0     |
| Sous-total            | Sous-total            | Sous-total            | 215         | 6           | 17                    | 1                     | -                              | 5                              | 0                              | 2                   | 1                   | 7         | 0         | 246   | 8     |
| Total sur la carrière | Total sur la carrière | Total sur la carrière | 278         | 8           | 20                    | 1                     | -                              | 5                              | 0                              | 2                   | 1                   | 7         | 0         | 312   | 10    |